# Desembarco de Lae
El desembarco en Lae fue un desembarco anfibio al este de Lae y por lo tanto el avance subsecuente hacia la ciudad durante la campaña de Salamaua-Lae de la Segunda Guerra Mundial. Parte de la Operación Postern, emprendida para capturar la base japonesa en Lae, el desembarco fue emprendido entre el 4 y el 6 de septiembre de 1943 por tropas australianas de la 9.ª División, apoyadas por las fuerzas navales estadounidenses de la VII Fuerza Anfibia. Siendo la primera operación anfibia importante emprendida por el ejército australiano desde la fallida campaña de Gallipoli, los australianos invirtieron una cantidad significativa de esfuerzo en planear la operación.
El desembarco inicial supuso una brigada y elementos de apoyo que desembarcaron en dos playas cerca de 27 kilómetros al este de Lae. Una vez que esta brigada hubo asegurado la cabeza de playa, una segunda brigada fue desembarcada para seguirlos y ayudar a expandir la amplitud del frente. En los días siguientes al desembarco, la tercera y última brigada de la división fueron llevadas a tierra. El desembarco se llevó a cabo junto con el despliegue aéreo de Nadzab, seguido de una unidad de la 7.ª División avanzando hacia Lae desde Nadzab y la 9.ª desde las playas de desembarco, que avanzaba con dos brigadas mientras una sostenía la playa de desembarco. El avance de la 9.ª División se vio obstaculizado por el mal tiempo, las dificultades logísticas y la fuerte resistencia de los defensores japoneses, por lo que finalmente las tropas de la 7.ª División entraron primero en Lae, entrando en la ciudad el 16 de septiembre, el día anterior al 9.

## Planeamiento

### Aliados

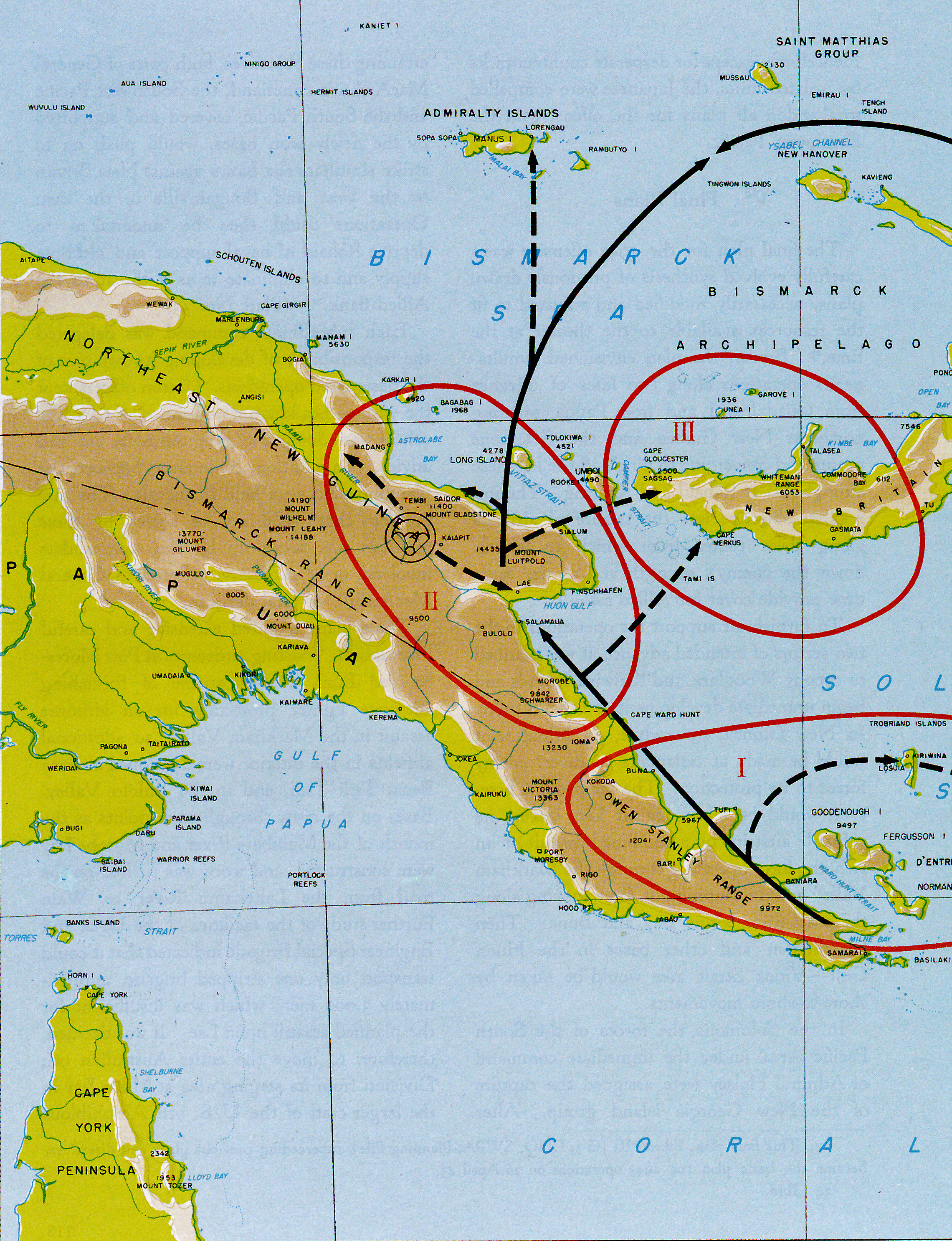
Un mapa que muestra el Plan Elkton III, marzo de 1943.

En julio de 1942, el Estado Mayor Conjunto de los Estados Unidos aprobó una serie de operaciones contra el bastión japonés de Rabaul por el general Douglas MacArthur, Comandante Supremo del Área del Pacífico Sudoccidental (SWPA), que bloqueaba cualquier avance aliado a lo largo de la costa septentrional de Nueva Guinea hacia Filipinas o hacia el norte hacia la principal base naval japonesa en Truk. El objetivo inmediato de estas operaciones no fue la derrota del Japón, sino la reducción de la amenaza que representaba la base japonesa en Rabaul a las comunicaciones aéreas y marítimas entre los Estados Unidos y Australia.
En 1942 y principios de 1943, las fuerzas de MacArthur lucharon contra una serie de ofensivas japonesas en Papúa en la campaña del Sendero de Kokoda, la batalla de la Bahía de Milne, la batalla de Buna-Gona, la batalla de Wau y la Batalla del Mar de Bismarck. Después de estas victorias, la iniciativa pasó a los aliados. En la Conferencia Militar del Pacífico en Washington D. C., en marzo de 1943, los planes de MacArthur fueron revisados por el Estado Mayor Conjunto. Los jefes no pudieron suministrar todos los recursos solicitados, por lo que los planes tuvieron que ser reducidos, con la captura de Rabaul pospuesta a 1944. El 6 de mayo de 1943, el cuartel general de MacArthur (GHQ) en Brisbane informó oficialmente a los comandos subordinados de la siguiente fase de las operaciones, que fue:
1. Ocupar las islas Kiriwina y Woodlark y establecer fuerzas aéreas sobre las mismas.
2. Aprovechar el área de Lae-Salamaua-Finschhafen-Madang y establecer fuerzas aéreas en el mismo.
3. Ocupar el oeste de Nueva Bretaña, estableciendo fuerzas aéreas en cabo Gloucester, Arawe y Gasmata.

La segunda parte fue asignada a la Fuerza de Nueva Guinea del general Sir Thomas Blamey, que era una formación principalmente australiana. Como resultado, "se hizo evidente que cualquier ofensiva militar en 1943 tendría que ser llevada a cabo principalmente por el ejército australiano, al igual que durante las amargas campañas de 1942".

### Japoneses
A principios de 1942, los japoneses comenzaron a hacer planes para la captura de la zona de Salamaua-Lae, que según el escritor Kengoro Tanaka deseaban como parte de los planes "controlar la zona marítima al este y al norte de Australia" debido a los aeródromos ubicados en la región. Lae fue asegurado posteriormente por un batallón de tropas navales en febrero-marzo de 1942. Lae se convirtió entonces en una importante base para aviones japoneses, mientras que Salamaua fue investido con una guarnición naval. En diciembre de ese año, los japoneses comenzaron a reforzar Lae mientras intentaban apuntalar sus flancos meridionales tras el fracaso de las operaciones para capturar Port Moresby. En enero de 1943, la fuerza total de los contingentes japonesas alrededor de Salamaua-Lae era de alrededor de 6.500. Su posición estratégica, adyacente al mar de Salomón, indicaba que era la base japonesa principal en la región, y durante 1943 se llevaron a cabo planes para sostener Lae y Salamaua.
En 1943, los japoneses mantenían un cuartel general separado del ejército y la marina en Rabaul que cooperaban entre sí, pero eran responsables ante diferentes autoridades superiores. Las fuerzas navales estaban bajo el mando de la Flota del Área Sudeste, comandada por el vicealmirante Jinichi Kusaka. Las fuerzas del Ejército vinieron bajo el Octavo Ejército Regional del general Hitoshi Imamura, consistente en el XVII Ejército en las Islas Salomón, el XVIII Ejército del teniente general Hatazō Adachi en Nueva Guinea y la 6.ª División Aérea, con sede en Rabaul. Como resultado de la destrucción de un convoy que llevaba refuerzos en la Batalla del Mar de Bismarck, los japoneses decidieron no enviar más convoyes a Lae, sino aterrizar tropas en la bahía de Hansa y Wewak y trasladarlos hacia Lae en barcazas o submarinos. A la larga esperaban completar un camino sobre la cordillera de Finisterre y desde allí llevarlo a Lae a través de los valles del Ramu y de Markham.
Imamura ordenó a Adachi capturar las bases aliadas en Wau, Benabena y Mount Hagen. Para apoyar estas operaciones, el Cuartel General Imperial transfirió la 7.ª División Aérea a Nueva Guinea. El 27 de julio de 1943, el Cuarto ejército Aéreo del teniente general Kumaichi Teramoto fue asignado al comando de Imamura para controlar las divisiones aéreas 6 y 7, la 14.ª Brigada Aérea y algunos escuadrones misceláneos. En junio, Adachi tenía tres divisiones en Nueva Guinea: la 41.ª División en Wewak y la 20.ª División alrededor de Madang, ambas recién llegadas de Palaos, la 14.ª y la 51.ª División en el área de Salamaua, un total de aproximadamente 80.000 hombres. De todos estos, solo la 51-ª División estaba en contacto con el enemigo. Al igual que Blamey, Adachi se enfrentó a formidables dificultades de transporte y suministro sólo para llevar a sus tropas a la batalla.

## Geografía

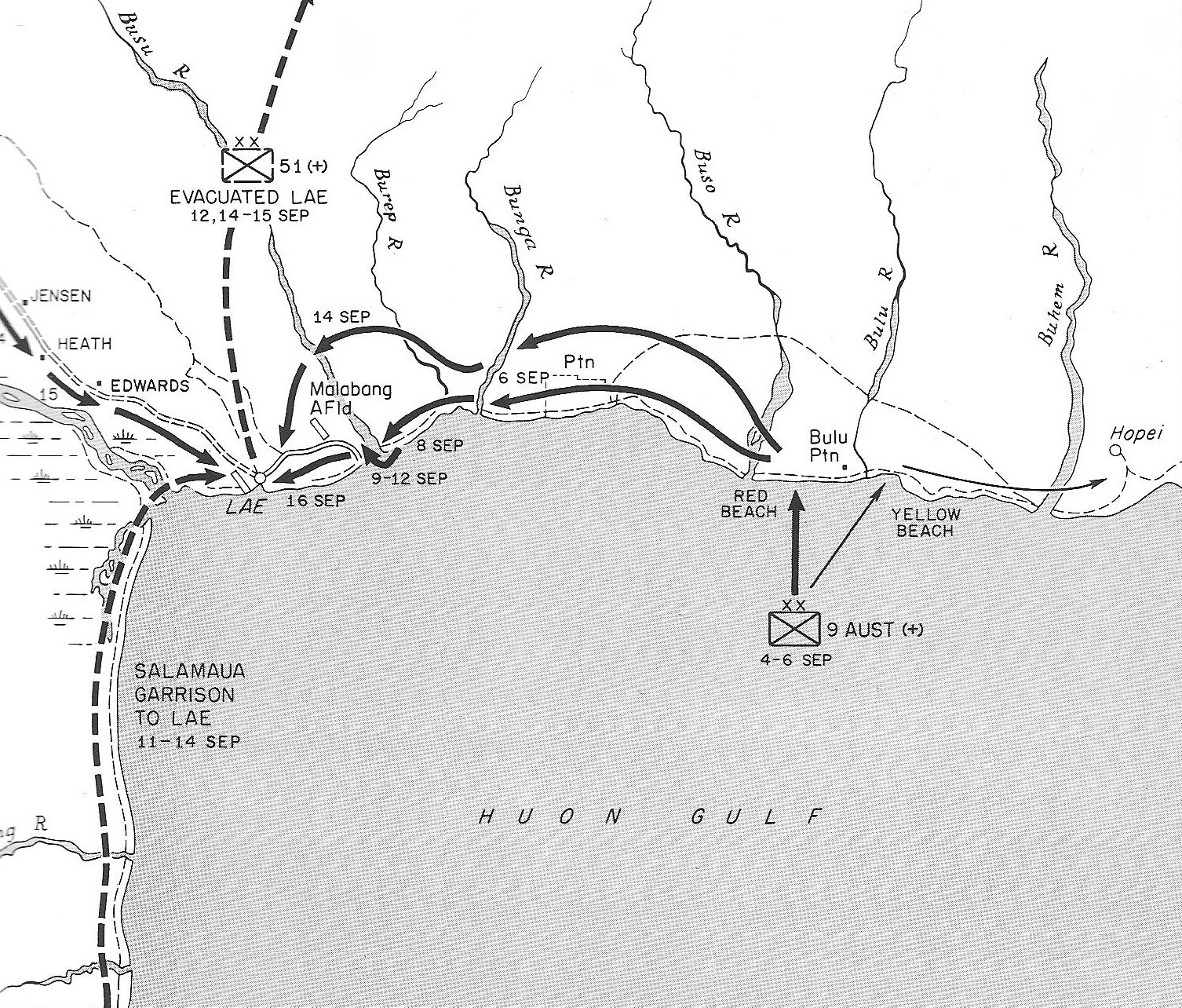
Mapa de la avanzada de Lae, septiembre de 1943.

Lae se encuentra en la base occidental de la península de Huon, en el lado sur del golfo de Huon. El área era plana, y generalmente bien drenada. Se había desarrollado como un puerto para satisfacer las necesidades de los campos de oro al sur, pero no había amarre, y las aguas profundas en alta mar indicaban que los anclajes serían limitados. El rango de mareas era pequeño, con mareas de primavera de un metro y mareas muertas de 0,61 metros, sin presencia de arrecifes de coral. Las playas al este de Lae eran adecuadas para embarcaciones de desembarco. Se componían de arena negra firme o rocosas, y tenían unos 18 metros de ancho. Pero tenían pocas salidas, y en su mayor parte estaban respaldados por densos bosques de selva y manglares. Tampoco se había construido ninguna carretera, lo que diferenciaba el avance de las tropas y los elementos motorizados. La zona estaba intercalada por arroyos y ríos, los más importantes de los cuales eran los ríos Burep y Busu. Aunque no eran anchos ni profundos, con fondos firmes y espesos, eran rápidos, sin vados, y presentaban así un obstáculo para las tropas que los cruzaban.

## Planeamiento
El desembarco sería llevado a cabo por la 9.ª División del general mayor George Wootten, compuestas por veteranos del sitio de Tobruk y las batallas primera y segunda de El Alamein. La división había vuelto a Australia desde Medio Oriente después de El Alamein, y había sido equipada, reorganizada y entrenada para las operaciones de la selva alrededor de Kairi en meseta Atherton en Queensland. El entrenamiento de guerra anfibia se condujo cerca de la playa Trinity de Cairns con la 2.º Brigada Especial de Ingenieros estadounidense. Esta brigada era una gran formación, con una fuerza de establecimiento de 354 oficiales, 16 oficiales menores y 6.806 hombres alistados. Cada uno de sus tres batallones navales tenía 120 LCVP pequeños y 12 LCM más grandes, que se reunieron en una instalación cerca de Cairns. La 2.º Brigada Especial de Ingenieros fue entrenada y equipada para las operaciones de costa a tierra, sobre una distancia máxima de 100 kilómetros.

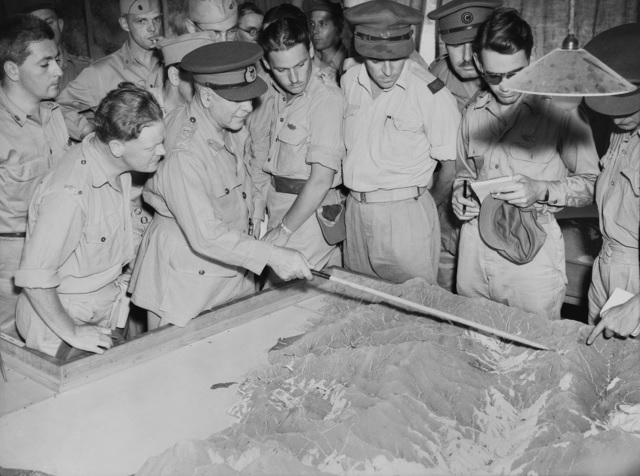
Blamey en una conferencia de prensa con un modelo a escala.

El concepto original era que una brigada de la 9.ª División fuera transportada a lo largo de la costa de Nueva Guinea desde una base de avanzada en Morobe. Cuanto más pensaba Blamey en la posibilidad de hacerlo bajo la base aérea japonesa de Lae, más peligrosa le parecía. En mayo, regresó a MacArthur y obtuvo la aprobación para que la operación se modificara y así emplear a toda la 9.ª División, y que fuera transportada en otras embarcaciones de desembarco de mayor tamaño operadas por la VII Fuerza Anfibia. También conocida como la Fuerza de Tarea 76, esta formaba parte de la Séptima Flota de la Marina de los Estados Unidos. Estaba comandada por el contraalmirante Daniel Barbey, y operaba diversos buques de desembarco como el LST, el LCI y el LCT. El mayor tamaño de los barcos implicaba que toda la fuerza pudiese agruparse en la bahía de Milne y dirigirse directamente a Lae desde allí. En julio y agosto de 1943, la 9.ª División se trasladó a la bahía de Milne, donde Barbey ya había establecido su sede a bordo del USS Rigel.
Como era la primera operación anfibia significativa planeada por las fuerzas australianas desde Gallipoli, se ejerció una planificación intensiva en la captura de Lae. De hecho, fue la primera operación importante para la cual el Ejército Australiano pudo llevar a cabo una planificación a largo plazo, con una estrategia deliberada que comenzó a elaborarse com seis meses de antelación. Wooten eligió sitios de desembarco alejados de la línea de fuego de la artillería japonesa en Lae. "Red Beach" estaba al este de la desembocadura del río Busu, 27 kilómetros al este de Lae, y "Yellow Beach" cerca de Malahang. Esta fue la primera vez durante la Guerra del Pacífico que las playas se designaron con colores. El extremo izquierdo de la playa estaba marcado con un sólido panel rojo montado sobre postes de tienda, el derecho con uno alternando rojo y blanco. Por la noche, la izquierda tendría una luz roja, y la derecha alternaría rojo y blanco. Yellow Beach estaba marcada del mismo modo, con amarillo en lugar de rojo. Se crearon mapas y modelos de los sitios de desembaro, y se mantuvieron en secreto. Los soldados se familiarizaron con los modelos de las donde desembarcarían, pero los nombres se mantuvieron en secreto. Los ensayos se llevaron a cabo en la isla Normanby.
Una serie de reuniones entre Wooten, Barbey, Edmund Herring (superior a Wooten como comandante del I.er Cuerpo), el coronel Merian C. Cooper de la Quinta Fuerza Aérea y el comodoro aéreo Joe Hewitt de la RAAF llegaron a un acuerdo, o al menos al compromiso, respecto muchos puntos. Wooten quería al menos 10 días de raciones de reserva. Ello significaba que algunos suministros tendrían que ser transportadas en abundancia, y no precargadas en camiones como Barbey quería inicialmente. Cargar estos suministros en los camiones era un uso ineficiente de espacio, pero permitió la descarga rápida de los LST, ya que los camiones podían simplemente expulsarse. La 9.ª División no tenía camiones suficientes para esto, pero 200 camiones destinados a la Base Avanzada de EE. UU. en Lae se tomaron prestados de USASOS. Barbey no permitió que los vehículos estuvieran cargados en las cubiertas de los LST, ya que suponía un peligro de incendio, por lo que los suministros en masa se llevaron a otro lugar.

Orden de llegada de los medios de desembarco en Red y Yellow Beach.

Los requerimientos de municiones se basaron en la experiencia en el desierto, no habiendo datos confiables sobre su uso en el Pacífico debido a dificultades agudas de suministro. Unas 1.200 toneladas de municiones se extrajeron del Décimo Depósito Avanzado de Municiones en la bahía de Milne para los QF de 25 libras del 2/12.º Regimiento de Campo y los Bofors 40 mm del 2/4.º Regimiento Antiaéreo Ligero. La 9.ª División también tenía dos equipos de control de disparo costeros del 1.er Grupo de Bombardeo Naval australiano para coordinar el apoyo naval, que había sido entrenado especialmente en el depósito naval de Flinders en Victoria.
Inicialmente, Wooten quería un desembarco nocturno, lo que ofrecería sorpresa táctica y maximizaría el tiempo para descargar los barcos de desembarco antes de que los aviones japoneses aparecieran; pero no habría luna el 4 de septiembre, por lo que Barbey no estaba seguro de que sería capaz de localizar correctamente las playas. Por lo tanto, la hora H se estableció a las 06:30, veinte minutos después del amanecer.  Debido a que la Fuerza Aérea tenía problemas para apoyar el despliegue de la 7.ª División en Nadzab al día siguiente, la cobertura aérea no estaría disponible por la tarde. Por lo tanto, Barbey quería que los barcos salieran a las 11:00. Esto planteó la cuestión de si los buques podrían ser descargados en solo 4 horas y media. Barbey dio garantías de que la descarga continuaría incluso bajo ataque aéreo japonés. Para los oficiales australianos con recuerdos del Servicio de Transbordadores de Tobruk, donde la Marina Real y la Armada Real Australiana habían perdido 25 barcos manteniendo la guarnición del puerto suministrada, la actitud de la Marina de los Estados Unidos no era lo suficientemente buena.
Una parte clave del plan de Blamey era que las fuerzas australianas y estadounidenses mantuvieran la presión sobre la guarnición japonesa alrededor de Salamaua hacia el suroeste en el camino hasta el desembarco en un esfuerzo por distraer a los refuerzos japoneses lejos de Lae. Esta operación se llevó a cabo con rotundo éxito. La 51.ª División japonesa, liderada por el teniente coronel Hidemitsu Nakano, continuó reforzando la posición alrededor de Salamaua, con miles de tropas japonesas, incluyendo elementos de varios regimientos de infantería y un regimiento de artillería, siendo trasladado a la zona durante toda la campaña. La inteligencia aliada estimó que había 7.250 soldados japoneses en Lae, de los cuales 5.100 eran unidades de combate.